# 第50回ゴールデングローブ賞
50th Golden Globe Awards

1993年1月23日
映画賞（ドラマ部門）: 

 セント・オブ・ウーマン/夢の香り 
映画賞（ミュージカル・コメディ部門）: 

 ザ・プレイヤー 
テレビシリーズ賞（ドラマ部門）: 

 たどりつけばアラスカ 
テレビシリーズ賞（ミュージカル・コメディ部門）: 

 Roseanne 
ミニシリーズ・テレビ映画賞: 

 フランク・シナトラ/ザ・グレイテスト・ストーリー 
第50回ゴールデングローブ賞（だい50かいゴールデングローブしょう）は、1992年の映画とテレビ番組を対象としており、1993年1月23日に発表された。

## 受賞とノミネート一覧

### 映画

#### 主演男優賞（ドラマ部門）
- アル・パチーノ - 『セント・オブ・ウーマン/夢の香り』
  - トム・クルーズ - 『ア・フュー・グッドメン』
  - ロバート・ダウニー・Jr - 『チャーリー』
  - ジャック・ニコルソン - 『ホッファ』
  - デンゼル・ワシントン - 『マルコムX』

#### 主演男優賞（ミュージカル・コメディ部門）
- ティム・ロビンス - 『ザ・プレイヤー』
  - ニコラス・ケイジ - 『ディケンズのニコラス・ニックルビー』
  - ビリー・クリスタル - 『ミスター・サタデー・ナイト』
  - マルチェロ・マストロヤンニ - 『迷子の大人たち』
  - ティム・ロビンス - 『ボブ★ロバーツ』

#### 主演女優賞（ドラマ部門）
- エマ・トンプソン - 『ハワーズ・エンド』
  - メアリー・マクドネル - 『パッション・フィッシュ』
  - ミシェル・ファイファー - 『ラブ・フィールド』
  - スーザン・サランドン - 『ロレンツォのオイル/命の詩』
  - シャロン・ストーン - 『氷の微笑』

#### 主演女優賞（ミュージカル・コメディ部門）
- ミランダ・リチャードソン - 『魅せられて四月』
  - ジーナ・デイヴィス - 『プリティ・リーグ』
  - ウーピー・ゴールドバーグ - 『天使にラブ・ソングを…』
  - シャーリー・マクレーン - 『迷子の大人たち』
  - メリル・ストリープ - 『永遠に美しく…』

#### 監督賞
- クリント・イーストウッド - 『許されざる者』
  - ロバート・アルトマン - 『ザ・プレイヤー』
  - ジェームズ・アイヴォリー - 『ハワーズ・エンド』
  - ロバート・レッドフォード - 『リバー・ランズ・スルー・イット』
  - ロブ・ライナー - 『ア・フュー・グッドメン』

#### 作品賞（ドラマ部門）
- 『セント・オブ・ウーマン/夢の香り』
  - 『クライング・ゲーム』
  - 『ア・フュー・グッドメン』
  - 『ハワーズ・エンド』
  - 『許されざる者』

#### 作品賞（ミュージカル・コメディ部門）
- 『ザ・プレイヤー』
  - 『アラジン』
  - 『魅せられて四月』
  - 『ディケンズのニコラス・ニックルビー』
  - 『天使にラブ・ソングを…』

#### 外国語映画賞
- 『インドシナ』 -  フランス
  - 『めぐり逢う朝』 -  フランス
  - 『ウルガ』 -  ロシア
  - 『赤い薔薇ソースの伝説』 -  メキシコ
  - Schtonk! -  ドイツ

#### 作曲賞
- 『アラジン』 - アラン・メンケン
  - 『1492 コロンブス』 - ヴァンゲリス
  - 『氷の微笑』 - ジェリー・ゴールドスミス
  - 『チャーリー』 - ジョン・バリー
  - 『ラスト・オブ・モヒカン』 - ランディ・エデルマン & トレヴァー・ジョーンズ

#### 歌曲賞
- 「ホール・ニュー・ワールド」 - 歌: ピーボ・ブライソン & レジーナ・ベル - 『アラジン』
  - "Friend Like Me" - 歌: ロビン・ウィリアムズ - 『アラジン』
  - "Prince Ali" - 歌: ロビン・ウィリアムズ - 『アラジン』
  - "This Used to Be My Playground" - 歌: マドンナ - 『プリティ・リーグ』
  - "Beautiful Maria of My Soul" - 『マンボ・キングス/わが心のマリア』

#### 脚本賞
- 『セント・オブ・ウーマン/夢の香り』 - ボー・ゴールドマン
  - 『ア・フュー・グッドメン』 - アーロン・ソーキン
  - 『ハワーズ・エンド』 - ルース・プラワー・ジャブヴァーラ
  - 『ザ・プレイヤー』 - マイケル・トルキン
  - 『許されざる者』 - デヴィッド・ピープルズ

#### 助演男優賞
- ジーン・ハックマン - 『許されざる者』
  - ジャック・ニコルソン - 『ア・フュー・グッドメン』
  - クリス・オドネル - 『セント・オブ・ウーマン/夢の香り』
  - アル・パチーノ - 『摩天楼を夢みて』
  - デヴィッド・ペイマー - 『ミスター・サタデー・ナイト』

#### 助演女優賞
- ジョーン・プロウライト - 『魅せられて四月』
  - ジェラルディン・チャップリン - 『チャーリー』
  - ジュディ・デイヴィス - 『夫たち、妻たち』
  - ミランダ・リチャードソン - 『ダメージ』
  - アルフレ・ウッダード - 『パッション・フィッシュ』

### テレビ

#### 主演男優賞（ドラマ部門）
- サム・ウォーターストン - I'll Fly Away
  - ジェイソン・プリーストリー - 『ビバリーヒルズ高校白書』
  - ロブ・モロー - 『たどりつけばアラスカ』
  - スコット・バクラ - 『タイムマシーンにお願い』
  - マーク・ハーモン - Reasonable Doubts

#### 主演男優賞（ミュージカル・コメディ部門）
- ジョン・グッドマン - Roseanne
  - ティム・アレン - Home Improvement
  - テッド・ダンソン - 『チアーズ』
  - クレイグ・T・ネルソン - Coach
  - エド・オニール - Married... with Children
  - バート・レイノルズ - Evening Shade
  - ウィル・スミス - The Fresh Prince of Bel-Air

#### 主演男優賞（ミニシリーズ・テレビ映画部門）
- ロバート・デュヴァル - 『独裁/スターリン』
  - アンソニー・アンドリュース - Jewels
  - フィリップ・カズノフ - 『フランク・シナトラ/ザ・グレイテスト・ストーリー』
  - ジョン・ヴォイト - The Last of His Tribe
  - ジェームズ・ウッズ - 『虚偽/シチズン・コーン』

#### 主演女優賞（ドラマ部門）
- レジーナ・テイラー - I'll Fly Away
  - マリエル・ヘミングウェイ - Civil Wars
  - アンジェラ・ランズベリー - 『ジェシカおばさんの事件簿』
  - マーリー・マトリン - Reasonable Doubts
  - ジャニン・ターナー - 『たどりつけばアラスカ』

#### 主演女優賞（ミュージカル・コメディ部門）
- ロザンヌ・バー - Roseanne
  - カースティ・アレイ - 『チアーズ』
  - キャンディス・バーゲン - 『TVキャスター マーフィー・ブラウン』
  - ヘレン・ハント - 『あなたにムチュー』
  - ケイティ・セガール - Married... with Children

#### 主演女優賞（ミニシリーズ・テレビ映画部門）
- ローラ・ダーン - Afterburn
  - ドリュー・バリモア - Guncrazy
  - キャサリン・ヘプバーン - The Man Upstairs
  - ジェシカ・ラング - O Pioneers!
  - キーラ・セジウィック - 『ミス・ローズホワイトの秘密』

#### 作品賞（ドラマ部門）
- 『たどりつけばアラスカ』
  - 『ビバリーヒルズ高校白書』
  - Homefront
  - I'll Fly Away
  - Sisters

#### 作品賞（ミュージカル・コメディ部門）
- Roseanne
  - Brooklyn Bridge
  - 『チアーズ』
  - Evening Shade
  - 『TVキャスター マーフィー・ブラウン』

#### 作品賞（ミニシリーズ・テレビ映画部門）
- 『フランク・シナトラ/ザ・グレイテスト・ストーリー』
  - 『虚偽/シチズン・コーン』
  - Jewels
  - 『ミス・ローズホワイトの秘密』
  - 『独裁/スターリン』

#### 助演男優賞
- マクシミリアン・シェル - 『独裁/スターリン』
  - ジェイソン・アレクサンダー - 『となりのサインフェルド』
  - ジョン・コーベット - 『たどりつけばアラスカ』
  - ヒューム・クローニン - Broadway Bound
  - アール・ホリマン - Delta
  - ディーン・ストックウェル - 『タイムマシーンにお願い』

#### 助演女優賞
- ジョーン・プロウライト - 『独裁/スターリン』
  - オリンピア・デュカキス - 『フランク・シナトラ/ザ・グレイテスト・ストーリー』
  - ローリー・メトカーフ - Roseanne
  - パーク・オーヴァーオール - Empty Nest
  - アマンダ・プラマー - 『ミス・ローズホワイトの秘密』
  - ジーナ・ローランズ - Crazy in Love